# Diocesi di Ermiana
La diocesi di Ermiana (in latino Dioecesis Hermianensis) è una sede soppressa e sede titolare della Chiesa cattolica.

## Storia
Ermiana, nell'odierna Tunisia, è un'antica sede episcopale della provincia romana di Bizacena.
Sono cinque i vescovi documentati di Ermiana. Alla conferenza di Cartagine del 411, che vide riuniti assieme i vescovi cattolici e donatisti dell'Africa romana, presero parte il cattolico Secondiano e il donatista Massimiano. Questi due vescovi sono documentati anche in altre occasioni. Massimiano partecipò al concilio di Cabarsussi, tenuto nel 393 dai massimianisti, setta dissidente dei donatisti, e ne sottoscrisse la lettera sinodale. Secondiano è probabilmente da identificare con l'omonimo vescovo menzionato senza indicazione della sede di appartenenza nella lista di un concilio celebrato in una località sconosciuta della Bizacena il 24 febbraio 418.
Terzo vescovo noto è Donato, il cui nome figura al 32º posto nella lista dei vescovi della Bizacena convocati a Cartagine dal re vandalo Unerico nel 484; Donato, come tutti gli altri vescovi cattolici africani, fu condannato all'esilio.
Il vescovo più illustre di Ermiana è Facondo, strenuo difensore del Tre Capitoli, che prese parte alle discussioni attorno alle questioni teologiche che coinvolsero la Chiesa a metà del VI secolo, in particolare a Costantinopoli nel 547/548. Fu condannato all'esilio dall'imperatore Giustiniano I. Di lui scive Isidoro di Siviglia nel suo De viris illustribus. A lui si attribuiscono almeno tre opere: Contra Mutianus, Epistola fidei catholicae e Pro defensione trium capitulorum.
Ultimo vescovo noto di Ermiana è Benadus (o Benenatus) che sottoscrisse la lettera sinodale dei vescovi della Bizacena riuniti in concilio nel 646 per condannare il monotelismo e indirizzata all'imperatore Costante II.
Dal 1933 Ermiana è annoverata tra le sedi vescovili titolari della Chiesa cattolica; dal 28 febbraio 2024 il vescovo titolare è Adenis Roberto de Oliveira, S.d.P., vescovo ausiliare di Curitiba.

## Cronotassi

### Vescovi residenti
- Massimiano † (prima del 393 - dopo il 411) (vescovo donatista)

- Secondiano † (prima del 411 - dopo il 418 ?)
- Donato † (menzionato nel 484)
- Facondo † (metà del VI secolo)
- Benadus (o Benenatus) † (menzionato nel 646)

### Vescovi titolari
- José Villalón Mercado † (1º aprile 1952 - 16 febbraio 1983 deceduto)
- Anthony J. Farquhar † (6 aprile 1983 - 18 novembre 2023 deceduto)
- Adenis Roberto de Oliveira, S.d.P., dal 28 febbraio 2024